# Прва лига СР Југославије у кошарци
Прва лига СР Југославије у кошарци је било највише кошаркашко такмичење у Савезној Републици Југославији, у организацији Кошаркашког савеза СР Југославије.
Ово првенство се играло од распада СФР Југославије 1992. до 2003, када је СР Југославија променила име у Србија и Црна Гора, када је и лига преименована у Прву лигу Србије и Црне Горе. Укупно је одиграно 12 сезона првенства СР Југославије у којима је Партизан био првак 6 пута, а Црвена звезда и Будућност по 3 пута.

## Прваци
У прве три сезоне се у финалу плеј-офа играло на три победе, у сезони 1995/96. на четири, али је већ следеће сезоне враћено на три и тако је остало у свим наредним сезонама, осим сезоне 1998/99. кад плеј-оф није игран због НАТО бомбардовања СРЈ.
| Сезона   | Првак         | Финалиста     | Резултат финала | Резултати утакмица                 | Тренер првака                       |
| -------- | ------------- | ------------- | --------------- | ---------------------------------- | ----------------------------------- |
| 1992/93. | Црвена звезда | Партизан      | 3–2             | 89:87, 67:82, 83:77, 68:70, 72:64  | Владислав Лучић                     |
| 1993/94. | Црвена звезда | Партизан      | 4–1             | 77:64, 99:85, 103:88, 69:78, 80:79 | Владислав Лучић                     |
| 1994/95. | Партизан      | Боровица Рума | 4–1             | 99:82, 70:59, 73:77, 82:74, 59:56  | Борислав Џаковић                    |
| 1995/96. | Партизан      | БФЦ Беочин    | 3–2             | 89:93, 85:89, 79:63, 71:69, 65:56  | Ранко Жеравица                      |
| 1996/97. | Партизан      | ФМП Железник  | 3–1             | 80:66, 76:82, 71:51, 88:84         | Мирослав Николић                    |
| 1997/98. | Црвена звезда | ФМП Железник  | 3–1             | 63:56, 65:68, 67:63, 77:76         | Владислав Лучић / Михаило Павићевић |
| 1998/99. | Будућност     | Црвена звезда | [ 3 ]           |                                    | Мирослав Николић                    |
| 1999/00. | Будућност     | Партизан      | 3–0             | 81:54, 98:78, 87:79                | Мирослав Николић                    |
| 2000/01. | Будућност     | Партизан      | 3–2             | 92:73, 97:70, 70:87, 76:93, 103:75 | Богдан Тањевић                      |
| 2001/02. | Партизан      | Будућност     | 3–0             | 85:84, 74:66, 104:80               | Душко Вујошевић                     |
| 2002/03. | Партизан      | ФМП Железник  | 3–0             | 82:71, 90:85, 76:69                | Душко Вујошевић                     |

### Успешност клубова
| Клуб          | Првак | Финалиста | Година првак                 | Година финалиста       |
| ------------- | ----- | --------- | ---------------------------- | ---------------------- |
| Партизан      | 5     | 4         | 1995, 1996, 1997, 2002, 2003 | 1993, 1994, 2000, 2001 |
| Црвена звезда | 3     | 1         | 1993, 1994, 1998             | 1999                   |
| Будућност     | 3     | 1         | 1999, 2000, 2001             | 2002                   |
| ФМП Железник  | –     | 3         | –                            | 1997, 1998, 2003       |
| БФЦ Беочин    | –     | 1         | –                            | 1996                   |
| Боровица Рума | –     | 1         | –                            | 1995                   |